# Cratichneumon papilionariae
Cratichneumon papilionariae är en stekelart som först beskrevs av Tohru Uchida 1924.  Cratichneumon papilionariae ingår i släktet Cratichneumon och familjen brokparasitsteklar. Inga underarter finns listade i Catalogue of Life.